# Декан (сполука)
Дека́н — органічна сполука класу алканів з формулою C10H22.

## Фізичні властивості
Декан — безбарвна рідина з бензиновим запахом.
- поверхневий натяг 23,89 кН/м (20 °C);
- критична температура 344,4 °C;
- критичний тиск 2,036 МПа;
- теплоємність 1,658 кДж/(кг·К) при 300 К;
- коефіцієнт теплопровідності 0,1351 Вт/(м·К) (20 °C).

## Ізомерія
Теоретично можливі 75 структурних ізомерів з таким числом атомів. Проте серед них є й "дзеркальні" ізомери, які відрізняються один від одного як брати-близнюки дзеркальним відображенням. Отже, загальна кількість ізомерів декану - більша.

## Отримання
Декан міститься в нафті. У промисловості його виділяють з бензинових і гасових фракцій нафти за допомогою молекулярних сит (діаметр ≈5·10−4 мкм). Він утворюється під час піролізу нафтопродуктів.
Його можна синтезувати дією натрію на пентилбромід:
{\displaystyle \mathrm {2C_{5}H_{11}Br+2Na\longrightarrow C_{10}H_{22}+2NaBr} }.

## Хімічні властивості
Декан піддається горінню, як і інші алкани. За наявності достатньої кількості кисню він горить з утворенням води та вуглекислого газу .
{\displaystyle \mathrm {2C_{10}H_{22}+31O_{2}\longrightarrow 20CO_{2}+22H_{2}O} }.

## Застосування
Входить до складу дизельного палива (цетанове число 76.9), в суміші парафінів С9-С16 використовується у виробництві α-олефінів для біорозкладаючих миючих засобів.